# R35 Sweet J-Ballads
『R♥35 Sweet J-Ballads』（アールサンジュウゴ スウィートジェイバラーズ）は、2007年4月25日にワーナーミュージック・ジャパンより発売されたコンピレーション・アルバムである。

## 概要
このアルバムは洋楽の曲を集めたコンピレーションアルバム『R35 Rock & Pops Super Hits』（2枚組、2006年8月発売）の邦楽版として発売された。
キャッチコピーは「もう一度、妻を口説こう。」。収録曲の発売された頃に結婚した男性に購入層を絞っているようである。テレビCMには桜井幸子と佐々木蔵之介が出演した。収録曲をバックに「ねえ…いい曲だね」と呟くものである。
1990年代前半にヒットしたJ-POPのバラード16曲を収録している。トレンディドラマやアニメ、CMとのタイアップが大ヒットの方程式と言われていた中で登場した曲ばかりの内容となっており、収録されている作品のほとんどがミリオンセラーを記録している。収録曲はすべてシングル曲であるが、当時発売されたそのシングルはすべて（1990年代前半当時J-POPのシングルでは一般的であった）8cmCDである。
当時ワーナーミュージック・ジャパンに所属し本作を企画した酒井善貴によると126万枚を売り上げた。2010年3月9日にJAYWALKの中村耕一が逮捕されたため、発売元のワーナーミュージック・ジャパンは本作の出荷停止および店頭からの回収を決定した（レンタルでは利用可能）。

## キャンペーン企画
2008年1月、スカパー!を運営するスカイパーフェクト・コミュニケーションズ（現・スカパーJSAT）は、「スカパー! R♥35祭り」と題し、本作に収録された楽曲を中心にミュージックビデオを放映する。同様に、それらのアーティストや1990年代ヒットを飛ばしたアーティストの2007年のライブを放映する。さらに、収録楽曲が主題歌だったドラマも放映される。その他、映画・アニメ・スポーツなども当時の作品を放映する。
上記のキャンペーンと連動して、スカパー!、e2 by スカパー!（現・スカパー!e2）加入者の中から抽選で150組300名に本作に楽曲が収録されたアーティストが参加するスペシャルライブの開催が決定した。「ライブR♥35～もう一度、妻と歌おう～」というタイトルになっている。2008年2月29日・3月12日、東京国際フォーラム ホールAにて開催。槇原、JAYWALK、山根、class、中西などが出演。ラストでは出演者全員で槇原敬之の曲「どんなときも。」を合唱。当日は夫婦連れも多く、夫婦だけの時間を過ごしてもらうために子連れの夫婦のために託児所も設置されたという。

## 関連番組
2008年4月9日、NHK『SONGS』で「90's青春バラード特集」ということで放送された。語りには本作のCMにも出演した桜井が出演しており、上記のライブにも来場したという。桜井はNHKの過去のドラマ『おんなは度胸』に出演しており、当時のロケ地・大阪城公園を訪れて当時の心境を語っていた。本作のCMも番組内で紹介された。
- 番組内で披露された曲
  - JAYWALK「何も言えなくて…夏」
  - class「夏の日の1993」
  - 山根康広「Get Along Together 〜愛を贈りたいから〜」
  - 酒井法子「碧いうさぎ」
    - 本作の収録曲ではないが、同年代の楽曲。

  - 酒井法子「世界中の誰よりきっと」
    - 本作と同じ2007年に発表されたカヴァー曲。

  - JAYWALK「もう一度…」
    - 上記の曲の続編的な内容の楽曲。

## 収録曲
1. SAY YES：CHAGE and ASKA（1991年7月24日発売）
ドラマ『101回目のプロポーズ』主題歌。
2. 君がいるだけで：米米CLUB（1992年5月4日発売）
ドラマ『素顔のままで』主題歌。
3. 何も言えなくて…夏：JAYWALK（1991年7月21日発売）
4. Get Along Together：山根康広（1993年1月21日発売）
5. TRUE LOVE：藤井フミヤ（1993年11月10日発売）
ドラマ『あすなろ白書』主題歌。
6. シングルベッド：シャ乱Q（1994年10月21日発売）
アニメ『D・N・A² 〜何処かで失くしたあいつのアイツ〜』主題歌。
7. 離したくはない：T-BOLAN（1991年12月18日発売）
ドラマ『ホテルウーマン』挿入歌。
8. クリスマスキャロルの頃には：稲垣潤一（1992年10月28日発売）
ドラマ『ホームワーク』主題歌。
9. Woman：中西圭三（1992年1月22日発売）
カメリアダイアモンドCMソング。
10. 夏の日の1993：class（1993年4月21日発売）
バラエティ『君といつまでも』主題歌。
11. もう恋なんてしない：槇原敬之（1992年5月25日発売）
ドラマ『子供が寝たあとで』主題歌。
12. サボテンの花～ひとつ屋根の下より～：財津和夫（1993年4月28日発売）
ドラマ『ひとつ屋根の下』主題歌。
13. 接吻：ORIGINAL LOVE（1993年11月10日発売）
ドラマ『大人のキス』主題歌。
14. 壊れかけのRadio：徳永英明（1990年7月7日発売）
ドラマ『都会の森』主題歌。
15. 愛が生まれた日：藤谷美和子・大内義昭（1994年2月21日発売）
ドラマ『そのうち結婚する君へ』挿入歌。
16. 世界中の誰よりきっと：中山美穂&WANDS（1992年10月28日発売）
ドラマ『誰かが彼女を愛してる』主題歌。